# Breslauer SC 08
Breslauer SC 08 was een Duitse voetbalclub uit Breslau, dat tegenwoordig het Poolse Wrocław is.

## Geschiedenis
De club werd opgericht in 1908 en speelde vanaf 1911 in de Breslause stadscompetitie, een onderdeel van de Zuidoost-Duitse voetbalbond. In het eerste seizoen bij de elite werd de club al vicekampioen achter SC Germania 04 Breslau. De volgende seizoenen eindigde de club in de lagere middenmoot. Tijdens de Eerste Wereldoorlog lag de competitie enkele jaren stil. Van 1922 tot 1924 werd de club vicekampioen achter de Vereinigte Breslauer Sportfreunde. In 1925 kon de club eindelijk de titel veroveren en versloeg in de Midden-Silezische eindronde SV Preußen Glatz en SSC 1901 Oels waardoor ze zich ook voor de Zuidoost-Duitse eindronde plaatsten. De club eindigde samen met FC Viktoria Forst op de eerste plaats en verloor de wedstrijd om de titel met 1-0, maar vanaf dit jaar mocht de vicekampioen ook wel naar de eindronde om de Duitse landstitel. In de eerste ronde versloeg de club drievoudig landskampioen VfB Leipzig. In de kwartfinale stond de club tegenover een andere drievoudige kampioen, 1. FC Nürnberg. In tegenstelling tot Leipzig beleefde deze club nu zijn hoogdagen en won met 1-4 van de club.
In 1926 eindigde de club samen met de Sportfreunde eerste en de club won de beslissende wedstrijd om de titel. Na een 12-1 overwinning op SpVgg 08 Oels werd de club ook Midden-Silezisch kampioen en in de Zuidoost-Duitse eindronde herhaalde heet scenario van het voorgaande seizoen zich. De club werd eerste samen met Viktoria Forst en er kwam een beslissende wedstrijd die op 0-0 eindigde na verlengingen. Doordat beide clubs al voor de nationale eindronde geplaatst worden werd de replay pas hierna gespeeld. In de eindronde won de club van Dresdner SC en botste in de kwartfinale op latere landskampioen SpVgg Fürth en verloor met 4-0. Hierna wonnen ze dan nog wel de Zuidoost-Duitse finale. In 1927 werd de club derde achter Breslauer FV 06 en Vereinigte Breslauer Sportfreunde, maar mocht als titelverdediger wel naar de Zuidoost-Duitse eindronde, waar ze opnieuw derde werden achter de stadsrivalen. Het volgende seizoen werd de club wel opnieuw kampioen en won ook de Midden-Silezische en Zuidoost-Duitse eindronde waardoor ze nog eens naar de  nationale eindronde mochten, waar ze door VfB Königsberg al in de eerste ronde uitgeschakeld werden.
Ook in 1929 plaatste de club zich als vicekampioen achter SC Preußen Hindenburg voor de nationale eindronde, waar het zijn beste seizoen beleefde. Nadat de club eerst wraak nam op VfB Königsberg slaagde de club er in de kwartfinale in om FC Bayern München aan de kant te zetten met 4-3 na verlengingen. In de halve finale troffen ze een oude bekende, SpVgg Fürth, dat de club met 6-1 aan de kant zette en het avontuur van de club uit Breslau stopte. In 1930 werd de club wel weer stads- en Midden-Silezisch kampioen, maar slechts vijfde in de Zuidoost-Duitse eindronde. Het volgende jaren werd de club samen met Breslauer FV 06 tweede in de eindronde en verloor dan met 6-3 waardoor ze uitgeschakeld werden.
In 1931/32 slaagde de club er na een tweede plaats achter Beuthener SuSV 09 nog een laatste keer in om op nationaal niveau te spelen. Holstein Kiel zorgde er echter voor dat het avontuur al in de eerste ronde over was na een 1-4-overwinning. Het volgende seizoen werd de club wel nog kampioen van Breslau, maar werd slechts derde in de eindronde.
Na dit seizoen werd de competitie grondig geherstructureerd. De NSDAP kwam aan de macht en de Zuidoost-Duitse voetbalbond en alle competities verdwenen. De Gauliga Schlesien kwam als vervanger waarvoor zich slechts vier clubs uit Breslau plaatsten. De club fuseerde hierna met Vereinigte Breslauer Sportfreunde en werd zo Breslauer SpVgg 02.

## Erelijst
Kampioen Zuidoost Duitsland
1926, 1928
Kampioen Midden-Silezië
1925, 1926, 1928, 1929, 1930
Kampioen Breslau
1925, 1926, 1928, 1929, 1930, 1931, 1933